# Megachile rufosuffusa
Megachile rufosuffusa är en biart som beskrevs av Cockerell 1937. Megachile rufosuffusa ingår i släktet tapetserarbin, och familjen buksamlarbin. Inga underarter finns listade i Catalogue of Life.